# Godinnenbeweging
De godinnenbeweging (Goddess Movement) is een neopaganistische spirituele beweging die de moedergodin aanbidt om daarmee terug te keren naar een, in de ogen van de aanhangers oorspronkelijke,  samenleving met een vredelievend matriarchaat - waarin vrouwen de leiding zouden hebben gehad. De beweging ontstond in de jaren 1970 en heeft vooral aanhangers in Noord-Amerika, West-Europa, Australië en Nieuw-Zeeland.
De godinnenbeweging werd geïnspireerd door de tweede feministische golf en door het werk van de Litouws-Amerikaanse archeologe Marija Gimbutas (1921-1994). In 1974 publiceerde Gimbutas The Goddesses and Gods of Old Europe en in 1989 volgde The Language of the Goddess (1989). Volgens Gimbutas zou het oude Europa in de bronstijd overgegaan zijn van een vredelievende matriarchale cultuur met een moedergodin naar een hiërarchische androcentrische samenleving met een mannelijke god. Deze theorie ondervindt sterke weerstand van de academische wereld maar ook van binnen het feminisme.

## Achtergrond
Er bestaat een verschil tussen de academische en de populaire opvatting over het begrip moedergodin. Volgens de godinnenbeweging zouden primitieve samenlevingen eerst matriarchaal geweest zijn waarin een soevereine, verzorgende, moederlijke aardegodin aanbeden werd. Het moderne idee van een oermatriarchaat is terug te voeren op Bachofen (1815-1887) die in 1861 Das Mutterrecht publiceerde. Bachofen zag een vorm van culturele evolutie die universeel geldend zou zijn geweest. Volgens Bachofen was deze evolutie te verdelen in verschillende periodes:
- een periode van promiscuïteit, het hetaerisme, waarin de sterkste man domineerde. Deze tiran verkreeg zijn rechten via moederszijde, aangezien het door de promiscuïteit niet mogelijk was een vader aan te wijzen. Het enige positieve in dit 'moeras' was volgens Bachofen het moederschap, maar verder was de rol van de vrouw beperkt;
- een periode van Amazonisme waarin de vrouwen in opstand kwamen tegen deze situatie;
- de Demetrische gynocratie, een periode van monogamie en heerschappij van vrouwen gebaseerd op matrilineaire afstamming, die hij moederrecht noemde, waarin de landbouw tot ontwikkeling kwam;
- de Dionysische periode, waarin monogamie weliswaar bleef gehandhaafd, maar er wel sprake zou zijn geweest van een terugval van morele waarden;
- de tweede periode van Amazonisme waar de latere mythes op gebaseerd zouden zijn. Deze keer is er echter volgens Bachofen sprake van een achteruitgang. De Amazonen zouden vijandig hebben gestaan tegenover mannen en Bachofen juicht hun nederlaag dan ook toe;
- de uiteindelijke Apollinische periode zouden de juiste verhoudingen tussen mannen en vrouwen weer zijn hersteld. Voor het eerst waren de seksen gelijkwaardig. Waar de Dionysische periode zich kenmerkte door de nadruk op het seksuele en materiële, ligt in het Apollinische patriarchaat de nadruk op het geestelijke. Bachofen beschouwde het patriarchaat dan ook als beste samenlevingsvorm.

Waar Bachofen nog een cyclische beweging zag, werd de negentiende eeuw echter vooral gedomineerd door het idee van een unilineaire of eenlijnige evolutie met Morgan (1818-1881) en Tylor (1832-1917) als belangrijke vertegenwoordigers. Deze etnocentrische theorie was sterk beïnvloed door het vooruitgangsgeloof waarbij de moderne samenleving beter zou zijn dan oudere 'primitieve' vormen. Morgan publiceerde in 1877 Ancient Society waarin ook de matriarchale fase een vroege fase zou zijn geweest. Dit werk van Morgan beïnvloedde zowel Marx als Engels en kreeg zo politieke invloed. Zij beschouwden het als een achteruitgang dat de macht in handen kwam van de man. Engels schreef in 1884 in De oorsprong van het gezin, van de particuliere eigendom en van de staat:
De omverwerping van het moederrecht was de wereldhistorische nederlaag van het vrouwelijke geslacht. De man nam ook in huis het heft in handen, de vrouw werd van haar waardigheid beroofd, geknecht, tot slavin van zijn lusten en louter een werktuig om kinderen voort te brengen. Deze vernederende positie van de vrouw [...] werd langzamerhand huichelachtig vergoelijkt of hier en daar in een mildere vorm gekleed, maar afgeschaft werd zij geenszins.
Volgens Engels vond de verschuiving van de matrilineaire en matrilocale familie naar het patriarchaat plaats met het groeien van het particuliere eigendom. Hiervan was maar zeer beperkt sprake bij de nomadische jager-verzamelaars, maar met de overgang naar landbouw groeiden de mogelijkheden tot privé-eigendom. De man zou dit niet over hebben willen laten gaan naar de kinderen van zijn zuster, maar naar zijn eigen nageslacht. Hiermee zou een einde zijn gekomen aan het oercommunisme met zijn egalitaire kenmerken. Waar bij Bachofen de landbouw pas kon ontstaan tijdens het matriarchaat, betekende dit volgens Engels dus juist het einde van het matriarchaat.
Dat het matriarchaat een hogere vorm van beschaving was, sloeg eveneens aan bij feministische theoretici, zoals Matilda Joslyn Gage waarvan in 1893 Woman, Church, and State verscheen. Die Frau und der Sozialismus uit 1879 van de socialist August Bebel werd in 1904 vertaald als Women Under Socialism en werd verplicht leeswerk voor de Women’s National Committee van de Socialist Party of America.
Tylor was een van de eersten die de term matriarchaat gebruikte, zich daarbij baserend op het werk van Verkerk Pistorius. In zijn artikel The Matriarchal Family System uit 1896 stelde hij dat het werk van McLennan de patriarchale kijk van Henry Maine in Ancient Law verwierp. Hij gaf echter ook aan dat de term matriarchaat problematisch was, omdat Verkerk Pistorius in Studien over de inlandsche huishouding in de Padangsche Bovenlanden uit 1871 een samenleving beschreef waarin vrouwen weliswaar meer rechten hadden, maar waarbij de oudste broer van moederszijde het hoofd van het gezin is, iets wat later een matrilineair systeem zou worden genoemd.
Het idee van een universeel geldende sociale ontwikkeling kwam echter steeds meer onder vuur te liggen waarbij Franz Boas een belangrijke rol speelde. De theorie werd gezien als etnocentrisch en men verwierp de door het vooruitgangsgeloof ingegeven idee dat de moderne samenleving beter zou zijn dan oudere vormen. Elke samenleving was sui generis en moest worden beoordeeld op de eigen karakteristieken.
Dat betekende niet dat matriarchale samenlevingen in het geheel niet konden hebben bestaan. Buiten de mythes waren er echter geen aanwijzingen dat er inderdaad een door vrouwen gedomineerde samenleving was geweest. Ook werd duidelijk dat matrilineariteit nog geen matriarchaat impliceert. Binnen de antropologie werd het matriarchaat dan ook verworpen, mogelijk mede ingegeven door de afkeer van de marxistische en feministische belangstelling.

## Feminisme
Sinds de jaren 1960 is vooral in de populaire literatuur een link gelegd tussen de verering van de moedergodin en de sociale positie die vrouwen zouden hebben ingenomen in prehistorische samenlevingen. Daarmee kreeg de discussie een politiek karakter; vanuit de huidige door mannen gedomineerde maatschappij zou volgens de godinnenbeweging moeten worden teruggekeerd naar het egalitaire matriarchaat van vroeger tijden. Dat deze maatschappijvorm zou hebben bestaan, zou worden ondersteund door de vele Venusbeeldjes die terug zijn gevonden.
Buiten de antropologie bleef het idee van een matriarchaat wel bestaan, zowel in de wetenschap als daarbuiten. Zo lag het aan de basis van de opkomst van wicca in de jaren 1950. Archeologen werden zowel beïnvloed door het idee van het matriarchaat als het daarmee samenhangende idee van een moedergodin. Pas in de jaren 1960 werd dit idee verlaten onder invloed van het werk van Peter Ucko en Andrew Fleming.
Het duurde echter tot de tweede feministische golf voor het weer midden in de aandacht zou staan. Antropologen als Bachofen en Briffault werden opnieuw ontdekt, terwijl elke mythe, oud gebruik en andere zaken die het idee ondersteunden, werden omarmd. Twee boeken waren hierbij belangrijk, The First Sex uit 1971 van Elizabeth Gould Davis en When God Was a Woman uit 1976 van Merlin Stone. Volgens Davis was de vrouw de eerste mens en was de man een latere mutatie; Stone sloot dichter aan bij de eerdere theorieën.
Het werk van archeologe Gimbutas gaf dit alles wetenschappelijke geloofwaardigheid. Zij had veel opgravingen gedaan in de Balkan en een grote collectie artefacten gevonden. In 1974 publiceerde zij The Gods and Goddesses of Old Europe, dat in 1982 opnieuw werd uitgegeven als The Goddesses and Gods of Old Europe om de verhoudingen tussen de goden en godinnen weer te geven. Gimbutas zag in veel beeldjes een manifestatie van de Godin die aanbeden zou zijn in de periode van het matriarchaat. In tegenstelling tot bij Bachofen zou dit een vreedzame periode zijn geweest. Het matrilineaire Oude Europa zou daarna veroverd zijn door wat zij naar de grafheuvels Koergans noemde, een kleine groep van patriarchale militaristische nomaden van de Russische steppen. De bekende godinnen uit de recentere patriarchale geschiedenis zouden overblijfselen zijn van het Oude Europa. Volgens Gimbutas was er in het matrilineaire Oude Europa geen sprake van een vrouwelijke dominantie die te vergelijken was met de daaropvolgende mannelijke dominantie. Hoewel er geen sprake zou zijn van een matriarchaat, zou de leiding wel in handen zijn van vrouwen.
Dit verhaal bleek aansprekend voor vrouwen en ook mannen die dit verleden projecteerden op een vreedzamer en duurzamer toekomst die zou kunnen volgen op de huidige door mannen gedomineerde maatschappij met oorlog en sociale ongelijkheid. Heide Göttner-Abendroth stelde dat het matriarchaat een niet-hiërarchische, horizontale samenleving was van matrilineaire verwantschap. Matriarchaat staat bij haar dus niet gelijk aan vrouwelijke dominantie.

### Vroege opgravingen bij Çatalhöyük
Ondersteuning vond men ook bij de opgravingen die tussen 1961 en 1965 onder leiding van James Mellaart werden verricht bij Çatalhöyük, ten noorden van het Taurusgebergte in een vruchtbare landbouwstreek in Zuid-Anatolië. Opvallend hier waren onder meer de vele beeldjes die hier gevonden werden. Mellaart stelde dat deze beeldjes vrouwenfiguurtjes waren en de vrouwelijke godheid voorstelden. Mellaart beschouwde daarbij de vindplaatsen als schrijnen. Vooral de zittende vrouw van Çatalhöyük sprak hierbij sterk tot de verbeelding. Er werd ook een groot aantal geslachtsloze beeldjes gevonden, wat volgens Mellaart een aanwijzing was voor een door vrouwen gedomineerde maatschappij, aangezien emphasis on sex in art is invariably connected with male impulse and desire. Het idee dat er sprake zou zijn geweest van een matriarchaat dat een moedergodin vereerde, werd onder meer ondersteund door archeologe Marija Gimbutas. Er ontstond een moderne cultus rond de moedergodin waarbij jaarlijkse pelgrimstochten worden georganiseerd naar Çatalhöyük.

## Kritiek
Er ontstond kritiek op deze hypothese, zowel binnen als buiten de feministische beweging. Critici buiten het feminisme zijn onder anderen Fleming, Ucko en Hayden, erbinnen Conkey, Tringham, Meskell en Talalay. De kritiek richt zich op de onwaarschijnlijkheid van de hypothese in het algemeen en meer specifiek op de interpretatie van de beeldjes.
Zo wordt in academische kringen het matriarchaat onwaarschijnlijk geacht. Allereerst betekent het aanbidden van een moedergodin niet noodzakelijk dat vrouwen de dienst uitmaakten. Daarnaast kunnen de Venusbeeldjes ook gewone vrouwen voorstellen of gewone godinnen en is het onduidelijk of er werkelijk ooit sprake is geweest van een moedergodin.

### Nieuwe opgravingen bij Çatalhöyük
De hypothese van Gimbutas stelde dat een samenleving waarin veel vrouwelijke afbeeldingen voorkomen een vrouwelijke dominantie impliceert. Voorbeelden uit bijvoorbeeld het huidige India of het middeleeuwse Europa ondersteunden deze hypothese echter niet. Vanaf 1993 werden de opgravingen bij Çatalhöyük hervat, nu onder leiding van Ian Hodder met Lynn Meskell als hoofd van het Stanford Figurines Project dat de beeldjes van Çatalhöyük onderzoekt. Dit team komt tot andere conclusies dan Mellaart en Gimbutas. Het deel dat werkelijk vrouwelijke kenmerken had, was beperkter dan Gimbutas stelde, slechts enkele van de vele beeldjes worden als vrouwelijk geïdentificeerd. Daarnaast gold voor de beeldjes dat deze deels mannelijke kenmerken hadden, terwijl een groot deel in het geheel geen geslachtelijke kenmerken bezat.
Verder gold dat het moeilijk was te zeggen in hoeverre deze beeldjes een religieuze betekenis hadden. Veel beeldjes werden niet zozeer in toegewijde ruimtes gevonden, als wel weggegooid, soms in vuilnishopen. Daarmee lijkt een cultus van de moedergodin op deze locatie weinig waarschijnlijk.

### Feministische kritiek
Hoewel feministische auteurs de theorie dat vredige, matriarchale agrarische samenlevingen uiteindelijk werden uitgeroeid of onderworpen door nomadische, patriarchale krijgerstammen lange tijd uitdroegen, is deze tegenwoordig bij hen ook zeer omstreden. Zo ontkracht Lotte Motz in haar boek The Faces of the Goddess uit 1997 de populaire theorie van een archetypische vruchtbaarheidscultus van de moedergodin van voor de opkomst van het patriarchaat en de onderdrukking van vrouwen.
Niet alleen het idee van een matriarchaat werd binnen de academische wereld afgewezen, ook het beeld van de jager-verzamelaarsamenleving met de vrouw als verzamelaar in een ondergeschikte rol had behoefte aan bijstelling. Daarbij wordt gepoogd de man-vrouwverhouding minder als dichotomie te benaderen. De viricentristische benadering moet niet vervangen worden door een gynocentrische waarbij het mannelijke seksisme wordt vervangen door een vrouwelijke. In plaats daarvan geldt een geheel van complexe interacties dat per samenleving verschilt.
Binnen de godinnenbeweging werd fel gereageerd op vooral de afwijzing door feministische wetenschappers. Het idee van een vroeg matriarchaat is daar nog verre van verlaten. Ook in de populaire literatuur wordt dit idee met of zonder moedergodin nog veelvuldig aangehaald.